# Robert Louis Stevenson
Robert Louis (Balfour) Stevenson (født 13. november 1850 i Edinburgh i Skotland, død 3. december 1894 i Vailima på Samoa) var en skotsk forfatter. Han skrev romaner, digte, essays og rejseskildringer. Stevenson regnes som den, der fik genopvakt skotsk litteratur efter Walter Scott. Hans mest kendte romaner er Skatteøen og Dr. Jekyll og Mr. Hyde. Stevenson har skabt nogle af verdenslitteraturens mest ikoniske skikkelser: Long John Silver og dr. Jekyll/hr. Hyde.

## Baggrund
Hans forældre, ingeniør Thomas Stevenson og Mary Balfour, var meget religiøse. Det påvirkede ham resten af livet, selv om han prøvede at lægge det bag sig. Som barn var han angrebet af tuberkulose, der mærkede ham resten af livet. Han døde som 44-årig af en hjerneblødning på Samoa.

## Stevensons gravsten
Stevenson stod og talte med sin kone og trak en flaske vin op, da han pludselig udbrød: "Hvad var det!" og spurgte: "Ser mit ansigt mærkeligt ud?" hvorpå han faldt om. Han døde i løbet af få timer. Samoanerne insisterede på at holde vagt over den døde hele natten og bar ham på skuldrene til det nærliggende Mount Vaea, hvor de gravlagde ham på et sted med udsigt over havet.  Stevenson havde selv ønsket sit Rekviem indskrevet på gravstenen:
Under the wide and starry sky,
Dig the grave and let me lie.
Glad did I live and gladly die,
And I laid me down with a will.
This be the verse you grave for me:
Here he lies where he longed to be;
Home is the sailor, home from sea,
And the hunter home from the hill.
Slutlinjerne er mange steder gengivet forkert, også på hans gravsten:
Home is the sailor, home from the sea,
And the hunter home from the hill.
Kim Larsen har ladet sig inspirere af Stevenson til omkvædet i sangen om Jutlandia:
Hjemme er jægeren, hjemvendt fra jagt,
og sømanden hjemvendt fra havet. 
I Edinburgh blev der i 1999 åbnet en mindelund til ære for Stevenson. 